# Mszana (obwód lwowski)
Mszana (ukr. Мшана) – wieś w rejonie lwowskim (wcześniej w rejonie gródeckim) obwodu lwowskiego, założona w 1453 roku.

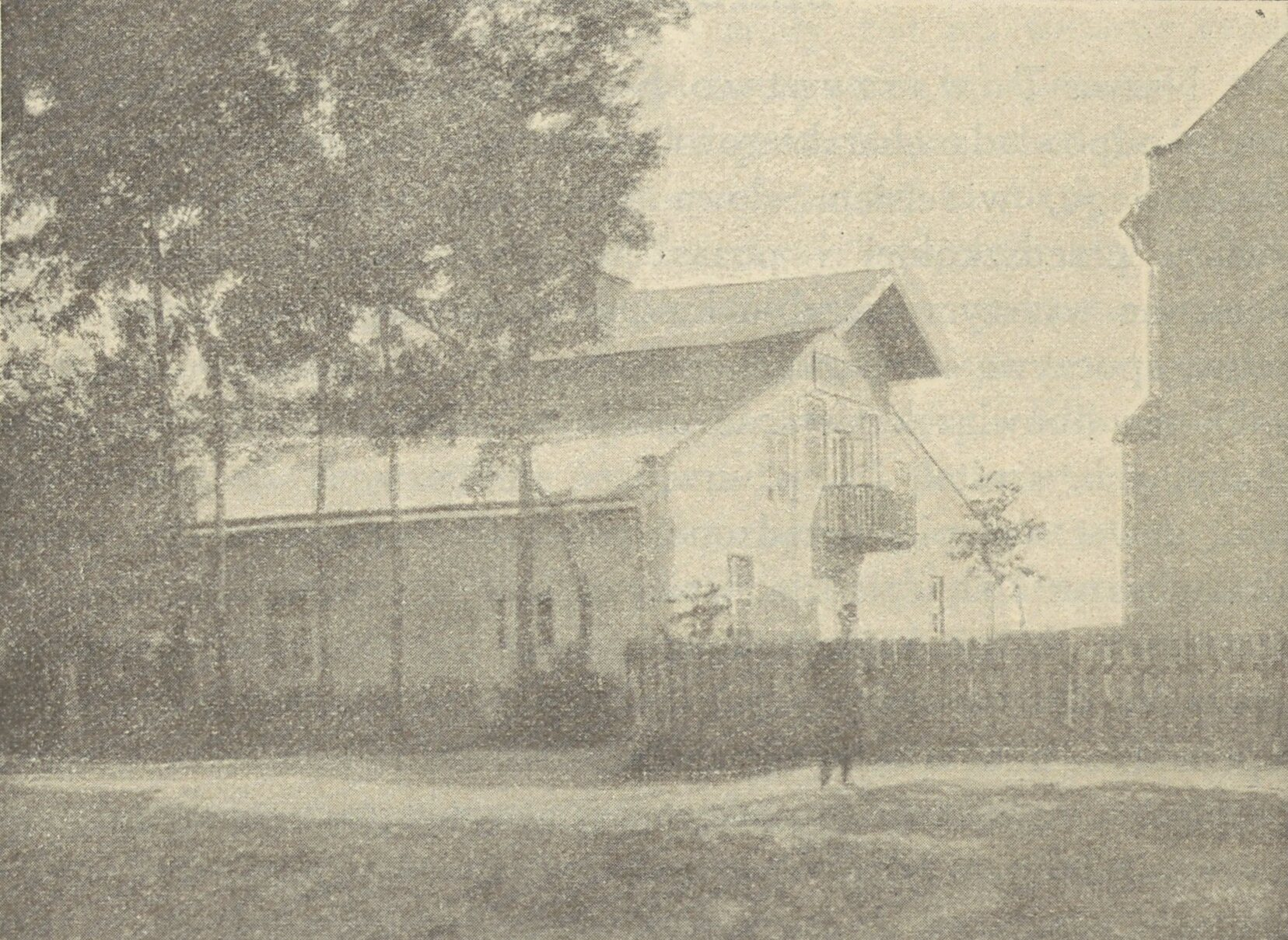
Dom Polski w Mszanie (przed 1911)

W II Rzeczypospolitej miejscowość była siedzibą gminy wiejskiej Mszana w powiecie gródeckim województwa lwowskiego.
Wieś położona jest niedaleko torów kolejowych oraz rzeki Wereszczycy, 12 km od miasta Gródka. Wieś składa się z kilku części: Bujany, Zrub, Zahalnyna, Kut, Kinca. Prawdopodobnie nazwa wsi pochodzi od polskiego słowa „msza“. Choć pierwsze źródła pisemne o Mszanie, jak podaje encyklopedia „Historia miast i wsi lwowskiej oblasti“ (1978 r.), wskazują na jej powstanie w 1453 r. wieś bez wątpliwości była zasiedlona od dawniejszych czasów. Była zamieszkana już w czasach Rusi Kijowskiej. Wskazuje na to nazwa Ostrowiec, która pojawiła się w dokumentach wiejskich z 1729 roku. W Ostrowcu miały stać umocnienia z IX-XII w. Niedaleko wsi znajduje się głębokie jezioro, o którym mówi legenda, że kiedyś w tym miejscu zapadła się pod ziemię wieś z cerkwią.
W latach 1943–1944 nacjonaliści ukraińscy z OUN-UPA zamordowali tutaj 14 Polaków i 4 Ukraińców.

## Cerkiew
Wiadomo, że w kwietniu 1700 r. właściciele wsi Antoni i Katarzyna Stamerowscy nadali ojcu Teodorowi Korolowyczowi parafię we wsi Mszana za to, że obiecał własnymi kosztami zbudować cerkiew, której tu nie było (ok. 1648 r.). 6 maja 1729 r. właściciel Mszany i Malczyc, biskup lwowski Atanazy Szeptycki, na prośbę ojca Iwana Korolowycza nadał cerkwi pola w Ostrowie. W akcie wizytacji cerkwi w 1740 r. zaznaczono, że w cerkwi było ponad 30 rodzin w parafii, z których każda miała dawać o. Korolowyczowi ziarna według lwowskiej miary. Jesienią 1749 r. staremu o. Korolowyczowi, właściciel wsi, starosta gródecki Józef Bielski-Rabszyński nadał pomocnika o. Iwana Kryżanowskiego. Został on późniejszym proboszczem i był nim jeszcze w 1799 r. W akcie cerkiewnej wizytacji 10 lutego 1765 r. zaznaczono, że w Mszanie było 86 rodzin w parafii. W 1772 r. został powołany do miejscowej parafii. O. Wasyl Stebnyckij. W 1799 r. właścicielka wsi hrabina Anna Szeptycka zbudowała tu nową cerkiew. Wspomina o tym monografia Falkewycza. W opisie parafii z 1811 r. zaznaczono, że cerkiew była pokryta blachą i miała 3 kopuły. Dzwonnica bramowa była murowana. Również na podwórzu była murowana kostnica, gdzie przed pogrzebem trzymano zmarłego. Starą cerkiew, ocenioną na 75 złotych reńskich, przejęła parafia Malczyce. Do cerkwi należało 17 morgów pola i 36 morgów łąk. W 1832 roku żyło tu 687 grekokatolików, proboszczem był o. Eustachy Kocowski, a właścicielem wiejskiego folwarku Ludwik Jabłonowski. Po 70 latach liczba grekokatolików wzrosła do 981. W 1888 roku we wsi została zbudowana nowa plebania. 23 marca 1897 r. proboszczem w Mszanie został o. Lucjan Siczyński, ur. 1849 r. we wsi Medwediwka i w 1873 r. został księdzem. W kronice parafialnej z 1901 r. podano, że cerkiew jest murowana, pokryta gontem, a kopuły blachą. Jej remont odbył się w 1900 r. Dzwonnica miała 4 dzwony. We wsi było 1536 grekokatolików, 281 osób wyznania rzymskokatolickiego i 19 mojżeszowego. W 1919 roku pomocnik proboszcza o. Marian Kuźmak został aresztowany przez Polaków i umieszczony w obozie Dąbie koło Krakowa. Razem z nim znalazł się tam także o. Włodzimierz Łotocki z Powitna i Owan Nagurski z Kamieniobrodu, wielka grupa mieszkańców wsi Kernyci. 23 maja 1930 r. umarł 81-letni o. Łucjan Siczyński, na jego pogrzeb do Mszany przybyło 17 księży. 18 czerwca 1930 r. tymczasowym proboszczem został o. Ignacy Cegielski ze Lwowa. Latem 1931 r. podanie na posadę proboszcza zgłosiło 59 księży. 16 listopada proboszczem został o. Mikołaj Chmilowski. Do tego czasu był dyrektorem gimnazjum w Zołoczowie. Została mu przyznana miesięczna zapłata w wysokości 92 zł. Proboszcz często chorował, dlatego każdego roku brał urlop lekarski i dlatego w latach 1932-1934 w Mszanie obowiązki pomocnika proboszcza wykonywał o. Emilian Kwit, a po nim przez pewien czas o. Jełyiw. Po wojnie o. Chmilowskiego enkawudziści oskarżyli o współudział w zabójstwie H. Kostelnyka jesienią 1948 r. i tym sposobem zakończyli jego służbę w cerkwi.